# Жёри, Мария Паулина
Мария Паулина Жёри́, FMM (фр. Maria-Paulina Jeuris, в монашестве — Мария Амандина, 28 декабря 1872[…], Херк-де-Стад, Лимбург — 9 июля 1900, Тайюань) — святая Римско-Католической Церкви, монахиня из женской монашеской конгрегации «Францисканки Миссионерки Марии», мученица.

## Биография
Мария Паулина жёри родилась 28 декабря 1872 года в многодетной семье. В 1879 году после рождения девятого ребёнка умерла её мать. До четырнадцати лет Мария Паулина проживала у соседки, которая взяла Марию Паулину и её двоих младших сестёр на своё попечение. Начальное образование Мария Паулина получила в школе, которой руководили сестры из монашеской конгрегации урсулинок. 2 августа 1892 года Мария Паулина отправилась к своей старшей сестре, которая была вдовой, чтобы помогать ей в воспитании четверых детей.

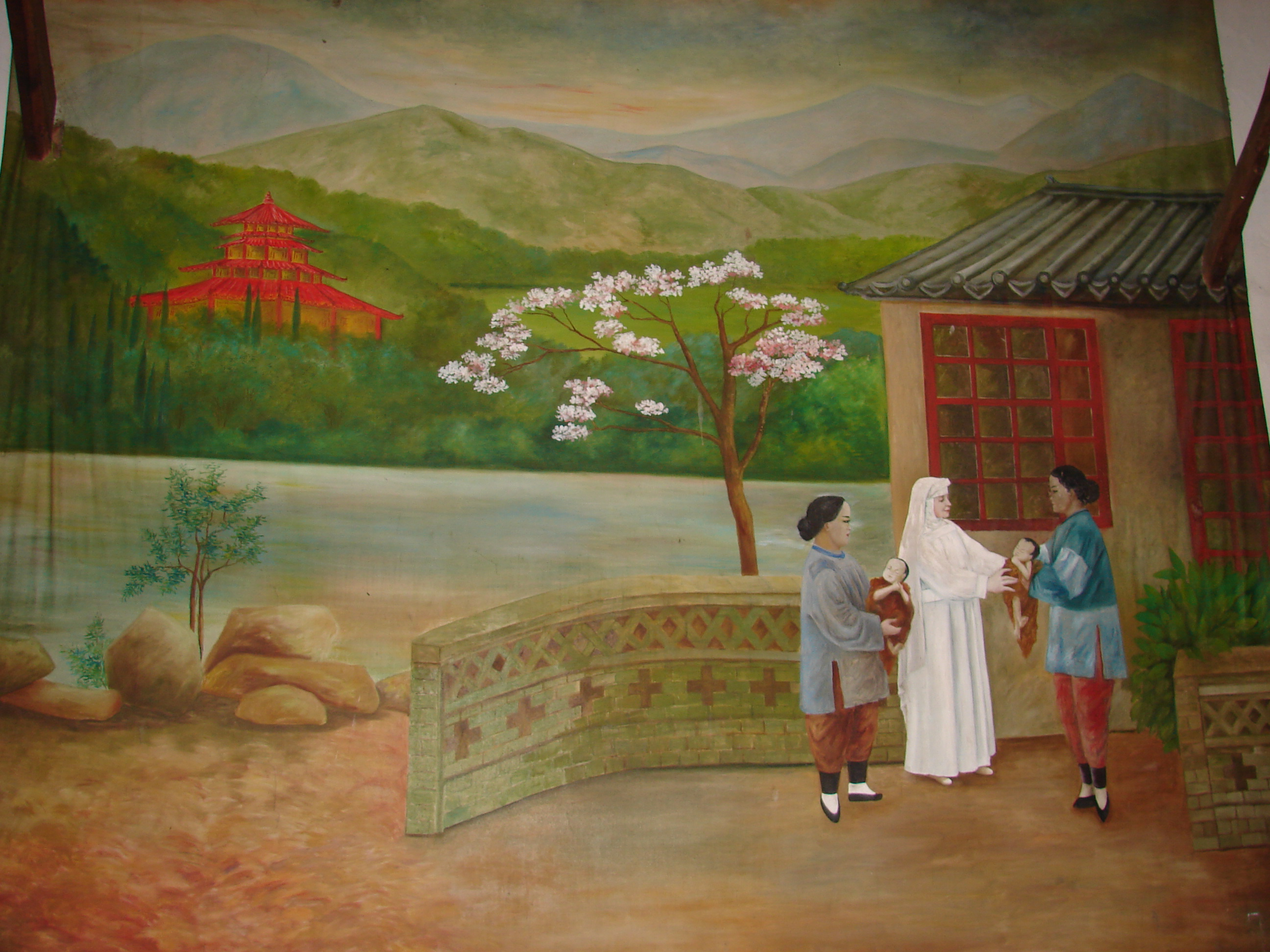
Мария Амандина в католической миссии в Тайюань

После вступления в монашескую конгрегацию «Францисканки Миссионерки Марии» Мария Паулина взяла монашеское имя Мария Амандина.
В 1898 году епископ Франциск Фоголла, занимавшийся миссионерской деятельностью в Китае, путешествовал по Европе, рассказывая о жизни китайской католической Церкви, искал желающих поехать на миссию в эту страну. Будучи в Турине на Международной выставке, посвящённой китайской культуре, Франциск Фоголла познакомился там с основательницей конгрегации «Францисканки Миссионерки Марии» Еленой Марией де Шаппотен, которая предложила ему послать в Китай несколько монахинь. В результате их встречи на миссию поехала небольшая группа священников и монахинь, среди которых была и Мария Амандина. Будучи на миссии в Тайюане, Мария Амандина занималась катехизацией, ухаживала за бедными и сиротами.
В 1899—1900 гг. в Китае проходило ихэтуаньское восстание боксёров, во время которого пострадало много китайских христиан. Мария Амандина была арестована повстанцами по приказу губернатора провинции Хэбэй Юй Сяня вместе с группой католиков и приговорена к смертной казни, которая состоялась 9 июля 1900 года.

## Прославление
Мария Амандина была беатифицирована 27 ноября 1946 года Римским Папой Пием XII и канонизирована 1 октября 2000 года Римским Папой Иоанном Павлом II вместе с группой 120 китайских мучеников.
День памяти в Католической Церкви — 9 июля.

## Источник
- George G. Christian OP, Augustine Zhao Rong and Companions, Martyrs of China, 2005, стр. 41 (англ.)